# Saint-Parize-le-Châtel
Saint-Parize-le-Châtel é uma comuna francesa na região administrativa de Borgonha-Franco-Condado, no departamento Nièvre. Estende-se por uma área de 50,04 km². Em 2010 a comuna tinha 1 302 habitantes (densidade: 26 hab./km²).